# HMS Goodall (K479)
HMS Goodall (K479) là một tàu frigate lớp Captain của Hải quân Hoàng gia Anh hoạt động trong Chiến tranh Thế giới thứ hai. Nó nguyên được Hoa Kỳ chế tạo như chiếc USS Reybold (DE-275), một tàu hộ tống khu trục lớp Evarts, và chuyển giao cho Anh Quốc theo Chương trình Cho thuê-Cho mượn (Lend-Lease). Nó là chiếc tàu chiến duy nhất của Hải quân Anh được đặt tên theo Đô đốc Samuel Goodall (? -1801), người từng tham gia các cuộc Chiến tranh Bảy Năm,  Chiến tranh Cách mạng Hoa Kỳ và Chiến tranh Cách mạng Pháp. Nó đã phục vụ trong chiến tranh cho đến khi trúng ngư lôi từ U-968 vào ngày 29 tháng 4, 1945, và bị đánh đắm ngoài khơi bán đảo Kola, Liên Xô vào ngày hôm sau.

## Thiết kế và chế tạo
Những tàu frigate lớp Captain thuộc phân lớp Evarts có chiều dài chung 289 ft 5 in (88,21 m), mạn tàu rộng 35 ft 1 in (10,69 m) và độ sâu mớn nước khi đầy tải là 8 ft 3 in (2,51 m). Chúng có trọng lượng choán nước tiêu chuẩn 1.140 tấn Anh (1.160 t); và lên đến 1.430 tấn Anh (1.450 t) khi đầy tải. Hệ thống động lực bao gồm bốn động cơ diesel General Motors Kiểu 16-278A nối với bốn máy phát điện để vận hành hai trục chân vịt; công suất 6.000 hp (4.500 kW) cho phép đạt được tốc độ tối đa 21 kn (24 mph; 39 km/h), và có dự trữ hành trình 4.150 nmi (4.780 mi; 7.690 km) khi di chuyển ở vận tốc đường trường 12 kn (14 mph; 22 km/h).
Vũ khí trang bị bao gồm ba pháo 3 in (76 mm)/50 cal trên tháp pháo nòng đơn có thể đối hạm hoặc phòng không, một khẩu đội 1,1 inch/75 caliber bốn nòng và chín pháo phòng không Oerlikon 20 mm. Vũ khí chống ngầm bao gồm một dàn súng cối chống tàu ngầm Hedgehog Mk. 10 (có 24 nòng và mang theo 144 quả đạn); hai đường ray Mk. 9 và tám máy phóng K3 Mk. 6 để thả mìn sâu.
DE-275 được Hải quân Mỹ đặt hàng vào ngày 25 tháng 1, 1942, rồi được đặt lườn như là chiếc USS Reybold (DE-275) tại Xưởng hải quân Boston ở Boston, Massachusetts vào ngày 20 tháng 5, 1943; tên nó được đặt theo Thiếu tá Hải quân John Keane Reybold (1903-1942), Hạm trưởng tàu khu trục USS Dickerson (DD-157) đã tử trận vào tháng 3, 1942. Reybold được hạ thủy vào ngày 8 tháng 7, 1943, được đỡ đầu bởi bà Diana V.K. Evans-Lombe. Con tàu được chuyển giao cho Anh Quốc vào ngày 4 tháng 10, 1943, và đồng thời nhập biên chế cùng Hải quân Hoàng gia Anh như là chiếc HMS Goodall (K479) dưới quyền chỉ huy của Hạm trưởng, Thiếu tá Hải quân James Vaudalle Fulton.

## Lịch sử hoạt động
Trong quá trình phục vụ cùng Hải quân Hoàng gia Anh, Goodall hoạt động trong vai trò chính là hộ tống các đoàn tàu vận tải vượt Đại Tây Dương từ năm 1943 đến năm 1945. Khi chiến tranh sắp kết thúc, vào ngày 29 tháng 4, 1945, chiếc tàu frigate đang hộ tống Đoàn tàu RA 66 trong biển Barents gần bán đảo Kola khi chiếc tàu ngầm U-boat Đức U-968 phóng ngư lôi dò âm G7es về phía đoàn tàu lúc khoảng 21 giờ 00; Goodall phát hiện quả ngư lôi và né tránh được. Tuy nhiên đến khoảng 22 giờ 00, tàu ngầm U-286 phóng một quả ngư lôi G7es trúng đích Goodall tại tọa độ 69°25′B 33°38′Đ / 69,417°B 33,633°Đ, khiến hầm đạn của nó phát nổ. Vụ nổ phá hủy toàn bộ phần phía trước con tàu, và khiến Thiến tá hạm trưởng Fulton cùng 94 người khác tử trận. Những người còn sống sót được lệnh bỏ tàu, và sang ngày 30 tháng 4, tàu frigate Anguilla (K500) được lệnh đánh chìm nó bằng hải pháo.